# Haslemere
Haslemere ist eine Stadt und zugleich eine Landgemeinde (Civil Parish) im Borough of Waverley, Grafschaft Surrey im Südosten Englands. Zur Gemeinde gehören neben dem Kernort noch die Ortschaften Shottermill, Grayswood, Shepherd’s Hill und Nutcombe.

## Geographie
Haslemere liegt in den Surrey Hills als südlichste Gemeinde der Grafschaft und etwa 70 km südwestlich von London. Aus den Hügeln führt der River Wey durch die Landschaft.
Durch die Gemeinde verlaufen die A286 road und die A287 road. Der Bahnhof der Gemeinde liegt an der Bahnstrecke von London Waterloo nach Portsmouth.

## Geschichte
Die urkundliche Ersterwähnung des Ortes datiert auf das Jahr 1221 noch als kleine Ansammlung von Häusern. Die Verleihung der Marktrechte 1394 durch Richard II. und den Bischof von Salisbury, John Waltham oder Richard Mitford, wird noch heute alle zwei Jahre als sog. Charter festival gefeiert. Diese Marktrechte wurden 1596 durch Elisabeth I. bestätigt.
Ab dem 19. Jahrhundert wurde der Ort durch die Bahnanbindung zu einer Pendlerstadt für London und Portsmouth.
Im Zweiten Weltkrieg lebten viele jüdische Emigranten in Haslemere. 1934 gründete die deutsche Pädagogin Hilde Lion mit Hilfe der Quäkerinnen Bertha Bracey und Isabel Fry in diesem Ort die Stoatley Rough School, die Kindern aus dem nationalsozialistischen Deutschland eine neue Heimat bot. Es handelte sich um eine säkulare Schule. Der bekannte Philosoph Helmut Kuhn verbrachte ein Jahr (1937–1938) mit seiner Familie in diesem Ort, bevor er in die USA auswanderte und eine Professur in Chapel Hill übernahm. Sein Sohn Reinhard besuchte sehr kurz die Stoatley Rough School und wechselte dann mit seiner Schwester Annette in die Yafflesmead Kindergartenschule (Fröbel) von Margaret Hutchinson.

## Sehenswürdigkeiten
- Bartholomäuskirche (St Bartholomew's Church), vermutlich 16. Jahrhundert
- Stephanskirche in Shottermill
- Christopheruskirche
- Rathaus (Town Hall)
- Kingsley Green mit Valewood Park

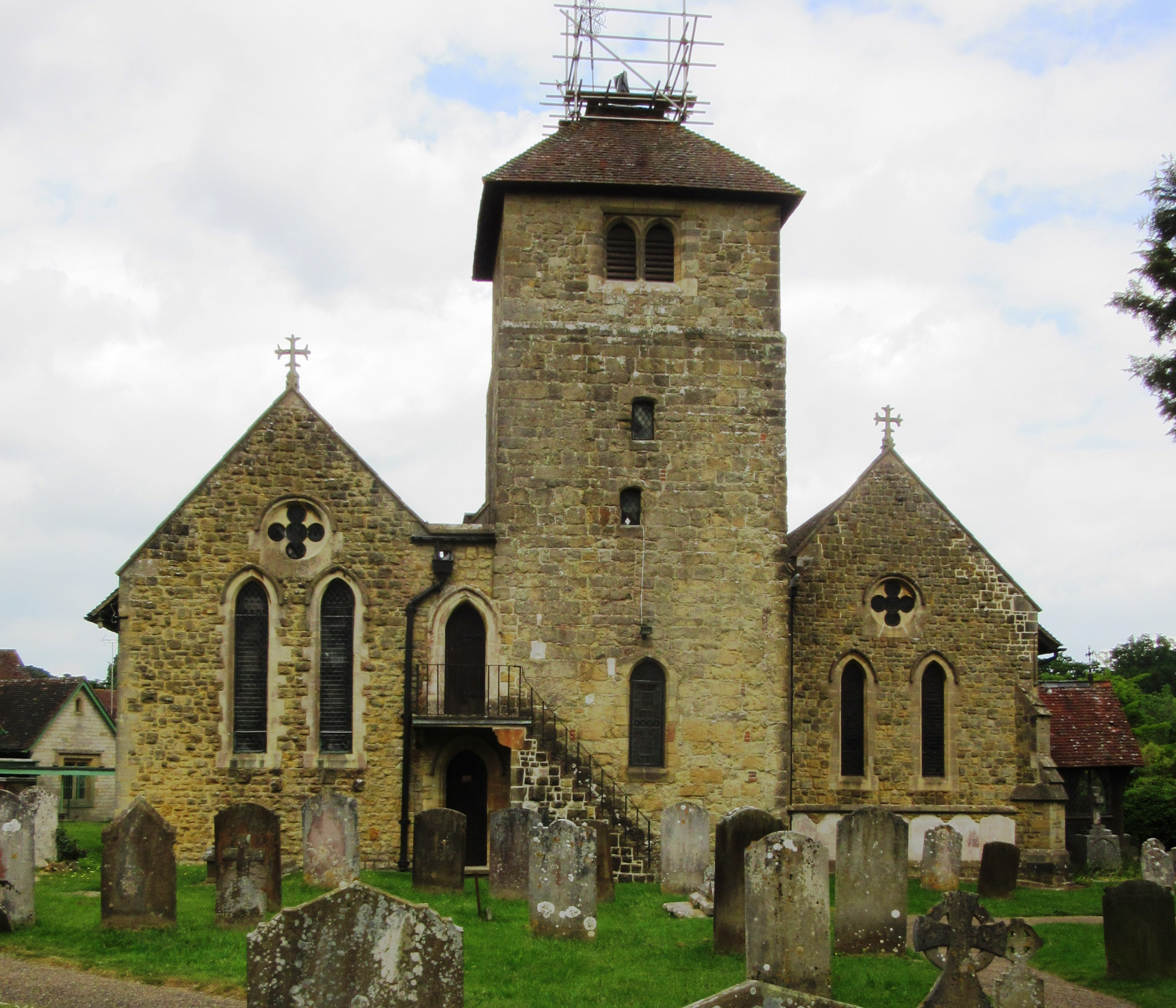
Bartholomäuskirche
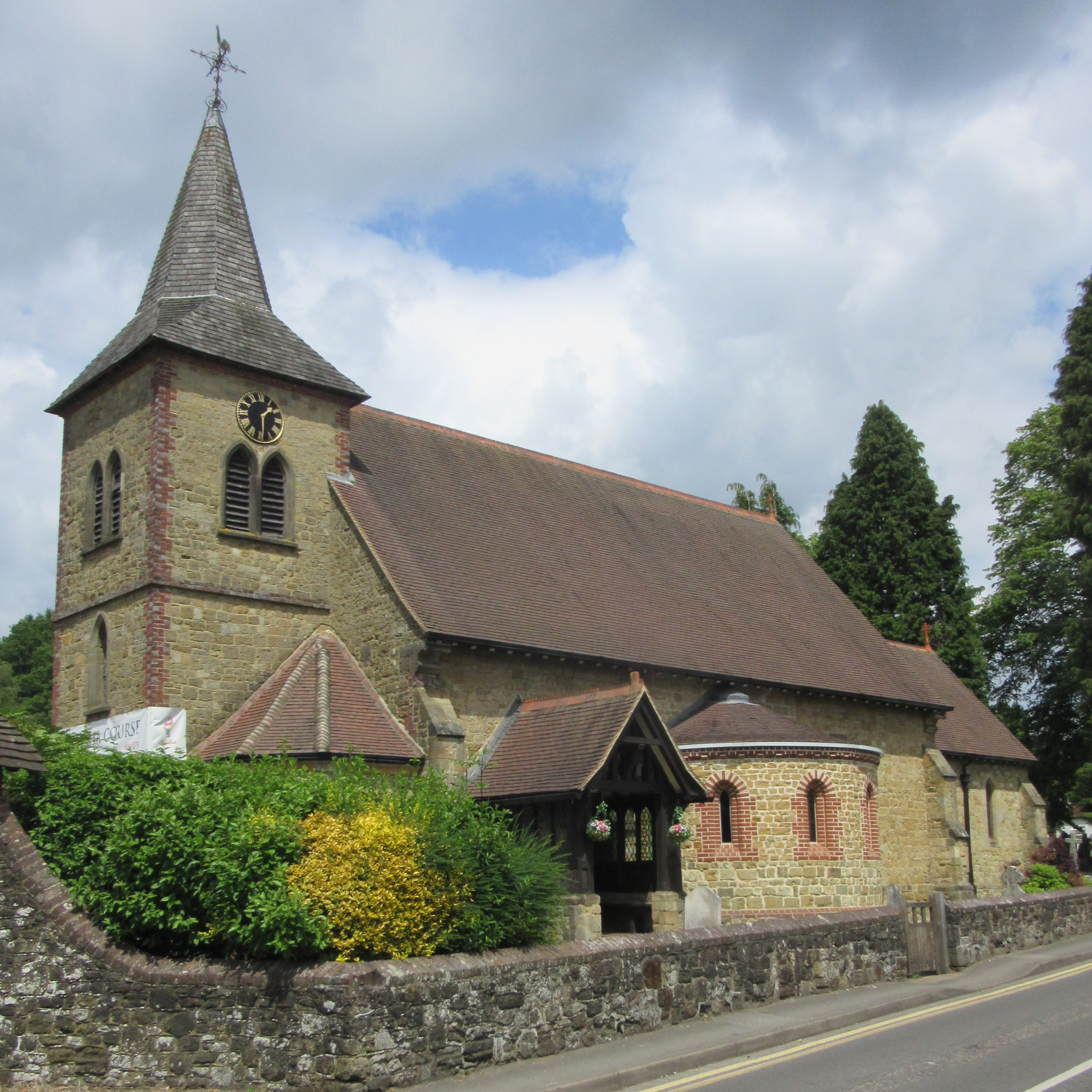
Stephanskirche
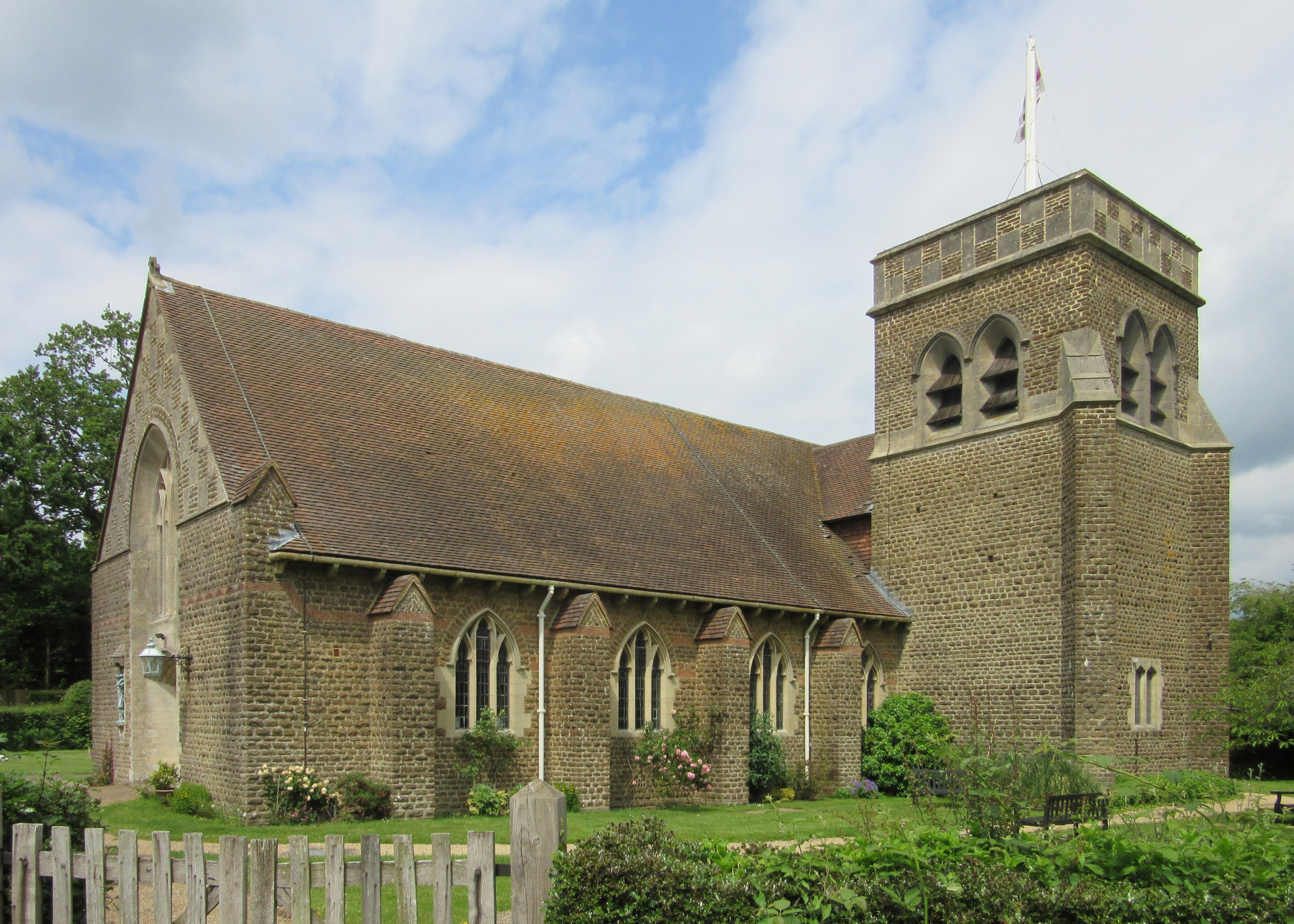
Christopheruskirche
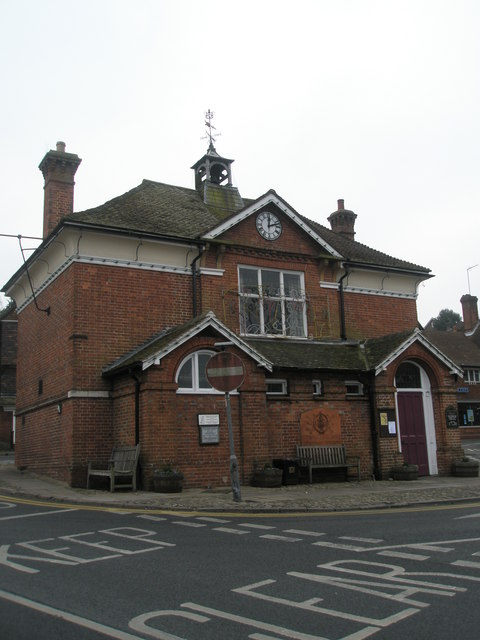
Rathaus

## Persönlichkeiten
- Francis Galton (1822–1911), Naturforscher und Eugeniker
- Alexander William Williamson (1824–1904), Chemiker
- Jonathan Hutchinson (1828–1913), Chirurg und Dermatologe
- John Penfold (1828–1909), Architekt, Designer der sechseckigen Briefkästen (gen. Penfold Box)
- Archibald Geikie (1835–1924), Geologe
- James Sykes Gamble (1847–1925), Botaniker
- Helen Allingham (1848–1926), Malerin
- Robert Parker, Baron Parker of Waddington (1857–1918), Jurist und Mitglied des Privy Council
- Arnold Dolmetsch (1858–1940), französischer Musiker und Instrumentenbauer, Pionier der historischen Aufführungspraxis
- Tobias Matthay (1858–1945), Komponist und Pädagoge
- Geoffrey de Havilland (1882–1965), Flugpionier
- Humphrey Guinness (1902–1986), Polospieler und Offizier
- Carl Dolmetsch (1911–1997), Flötist
- Colin Gordon  (1911–1972), Schauspieler
- Margaret Scriven (1912–2001), Tennisspielerin
- Hugh Latimer (1913–2006), Schauspieler
- Stuart Brisley (* 1933), Performance-Künstler
- Martin Winbolt-Lewis (* 1946), Leichtathlet
- Rachel Portman (* 1960), Komponistin, Oscar-Gewinnerin (1997, Filmmusik zu Jane Austens Emma)
- Charles Edwards (* 1969), Schauspieler

## Städte-Partnerschaft
Haslemere ist Partnergemeinde von Bernay im Département Eure, Normandie, Frankreich, und von Horb am Neckar, Regierungsbezirk Karlsruhe, Baden-Württemberg.